# Agrothereutes minousubae
Agrothereutes minousubae är en stekelart som beskrevs av Nakanishi 1965. Agrothereutes minousubae ingår i släktet Agrothereutes och familjen brokparasitsteklar. Inga underarter finns listade i Catalogue of Life.